# Alida Hisku
Alida Hisku (ur. 20 czerwca 1957 w Tiranie) – albańska wokalistka i działaczka komunistyczna, zwyciężczyni 13. i 14. edycji Festivali i Këngës.

## Życiorys
Kształciła się w Liceum Artystycznym Jordan Misja w Tiranie, następnie w Wyższej Szkole Partyjnej im. W.I. Lenina w Tiranie; zaangażowała się także w działalność Albańskiej Partii Pracy.
Uczestniczyła w 9., 10., 12., 13., 14., 15., 16., 18., 19. i 20. edycji Festivali i Këngës; zwyciężyła w 13. i 14. edycji tegoż festiwalu, a także zdobyła II miejsce w edycjach nr 15, 18, 19 i 20.
W 1982 roku została aresztowana przez funkcjonariuszy Sigurimi pod zarzutem antyrządowej propagandy. W 1990 roku wyjechała do Niemiec, do Albanii wróciła 15 lat później. Powróciła także do kariery muzycznej, w 2006 roku ukazał się jej album pt. Kthimi, a trzy lata później opublikowała swoją autobiografię.

## Życie prywatne
Córka śpiewaczki operowej Fiqrete, ma także starszą siostrę i młodszego brata.